# XMPP Standards Foundation
XMPP Standards Foundation (XSF, fondation pour les standards XMPP) (anciennement Jabber Software Foundation, JSF) est la fondation chargée du développement, de la standardisation et de la supervision des extensions du protocole XMPP/Jabber, le standard ouvert de l'IETF dédié entre autres à la messagerie instantanée et la présence.
La XSF supervise le processus de création, de développement et de validation des XEP (XMPP Extension Protocol), mais aussi les tests d'interopérabilité entre les solutions des différentes acteurs du monde XMPP.
La XSF est également chargée des propositions de protocoles formulées à l'IETF.